# Полазе
Полазе (пол. Połazie) — деревня в Польше, расположенная в Мазовецком воеводстве, в Венгровском повете, на территории гмины Лив.
В 1975—1998 годах деревня административно входила в состав Седлецкого воеводства.
Верующие Римско-католической церкви принадлежат к приходу св. Леонарда в Ливе.
По данным переписи 2018 года, население деревни Полазе составляет 188 человек.

## Галерея

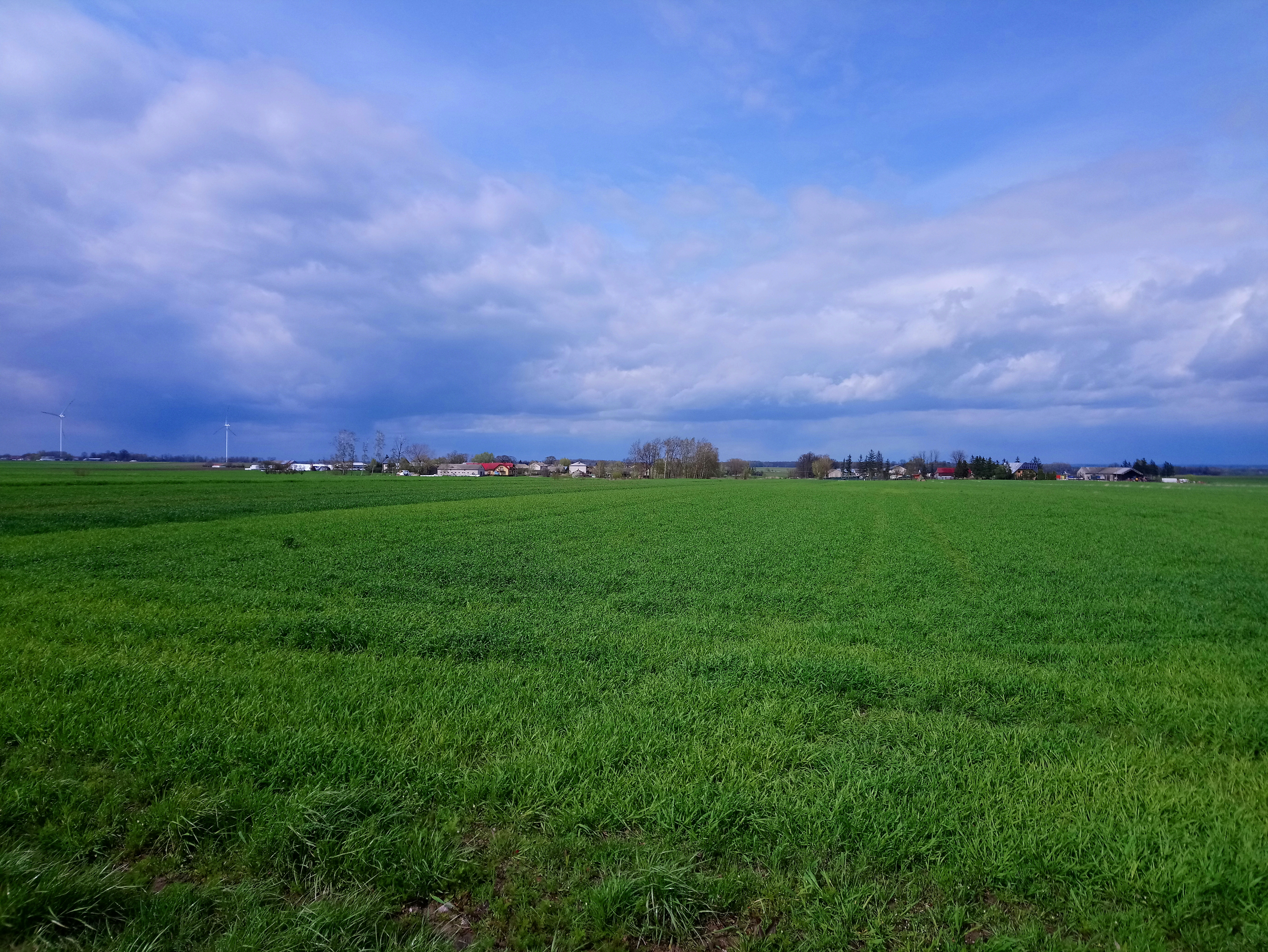
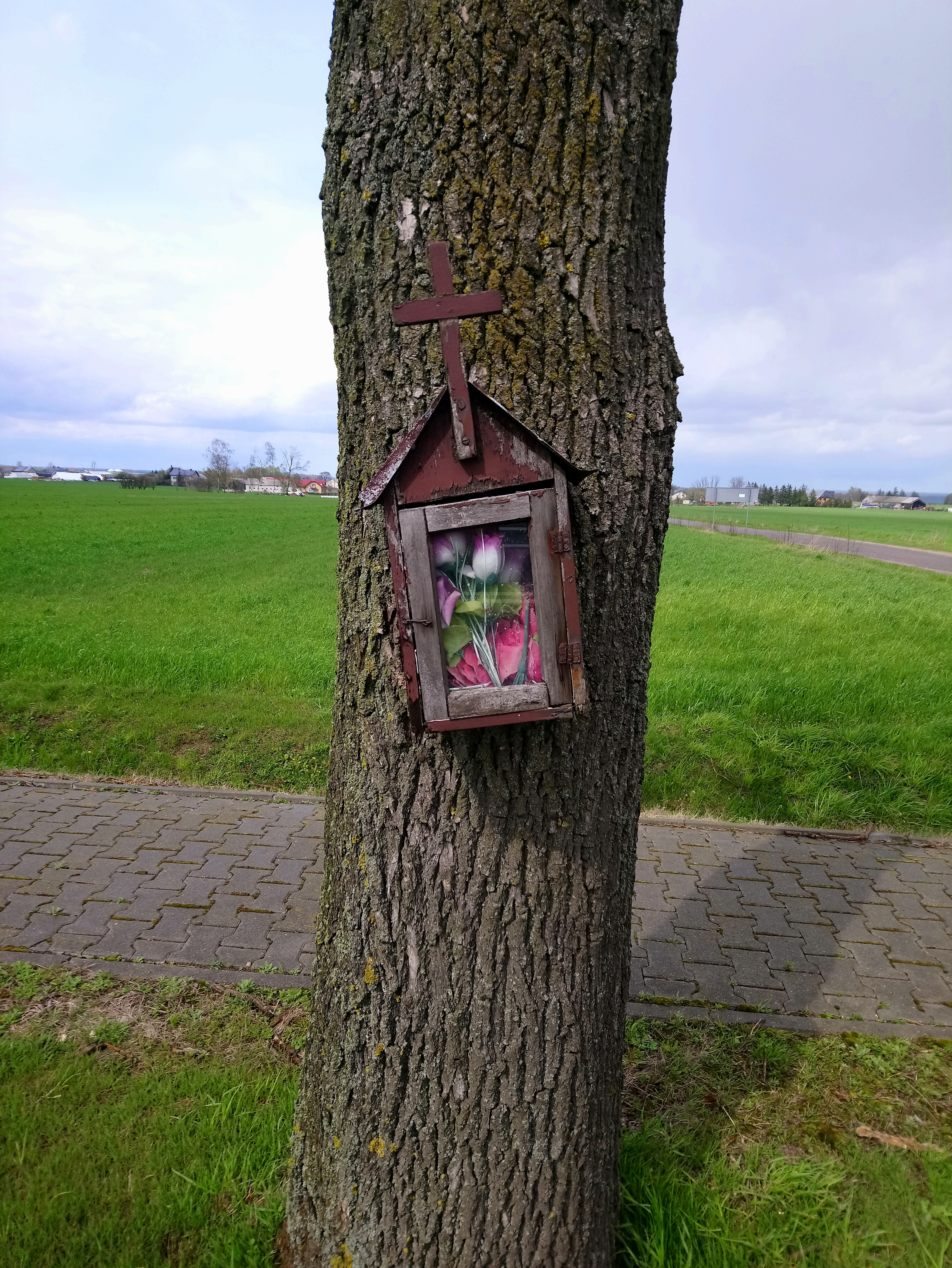
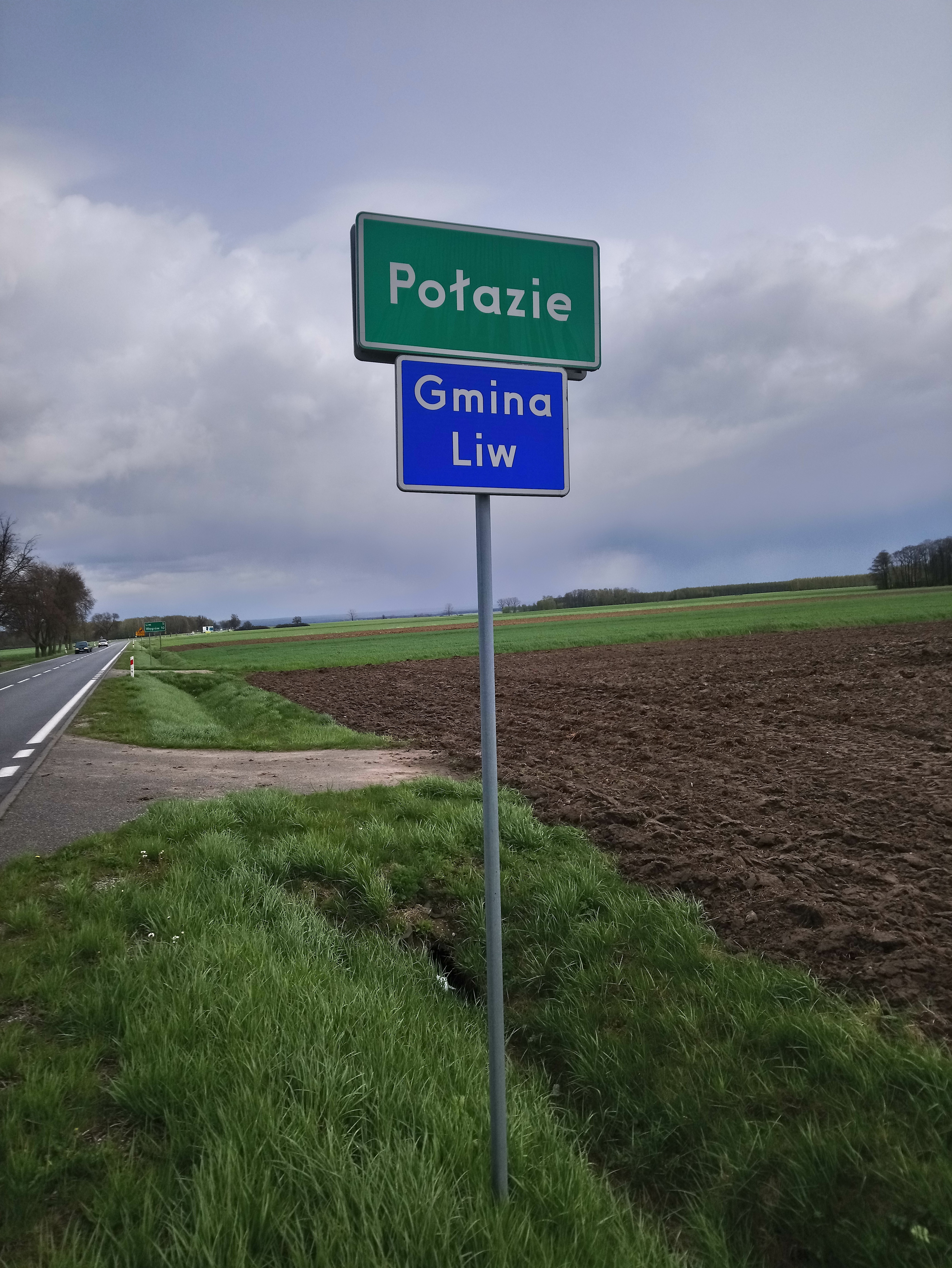
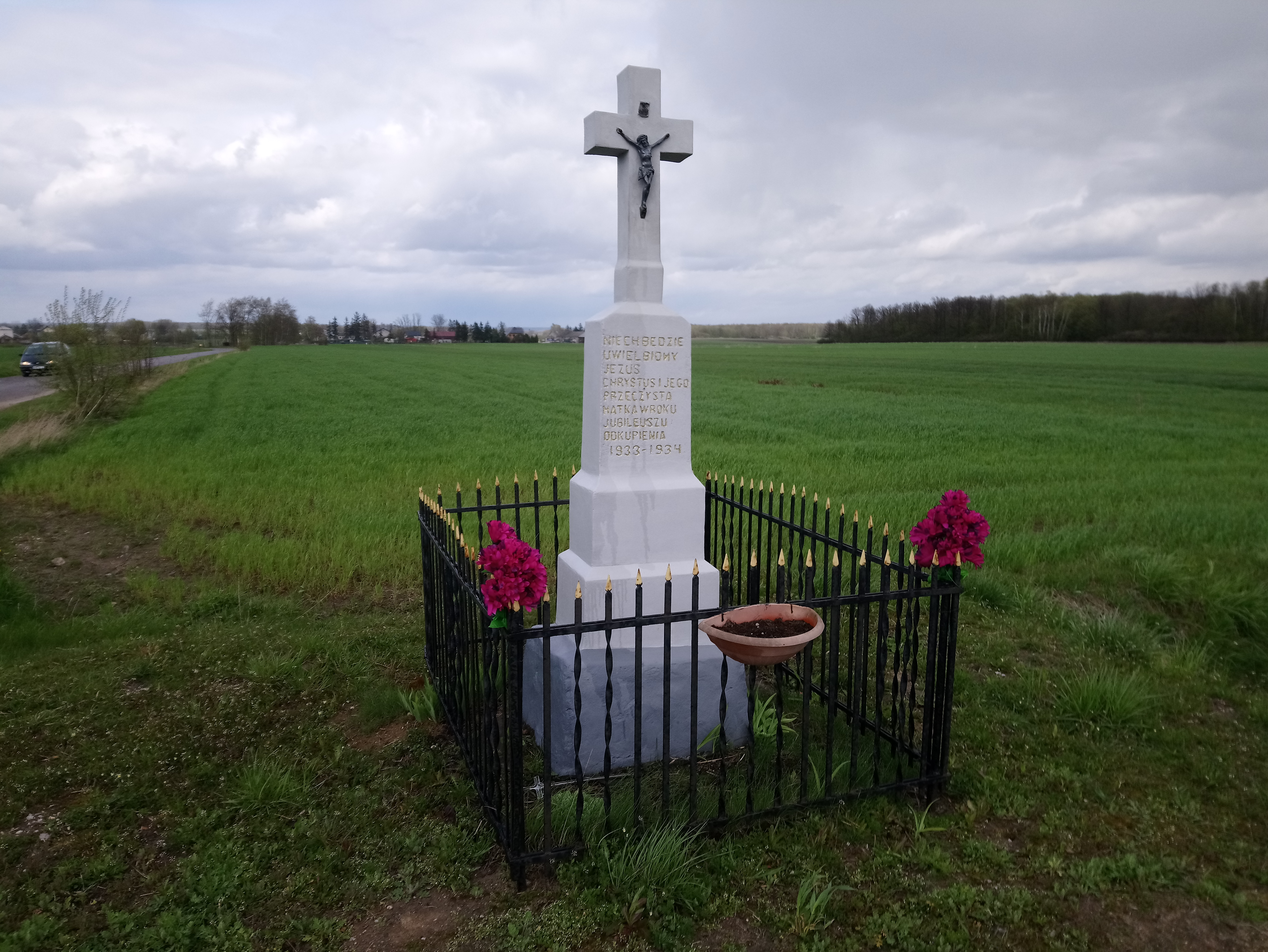
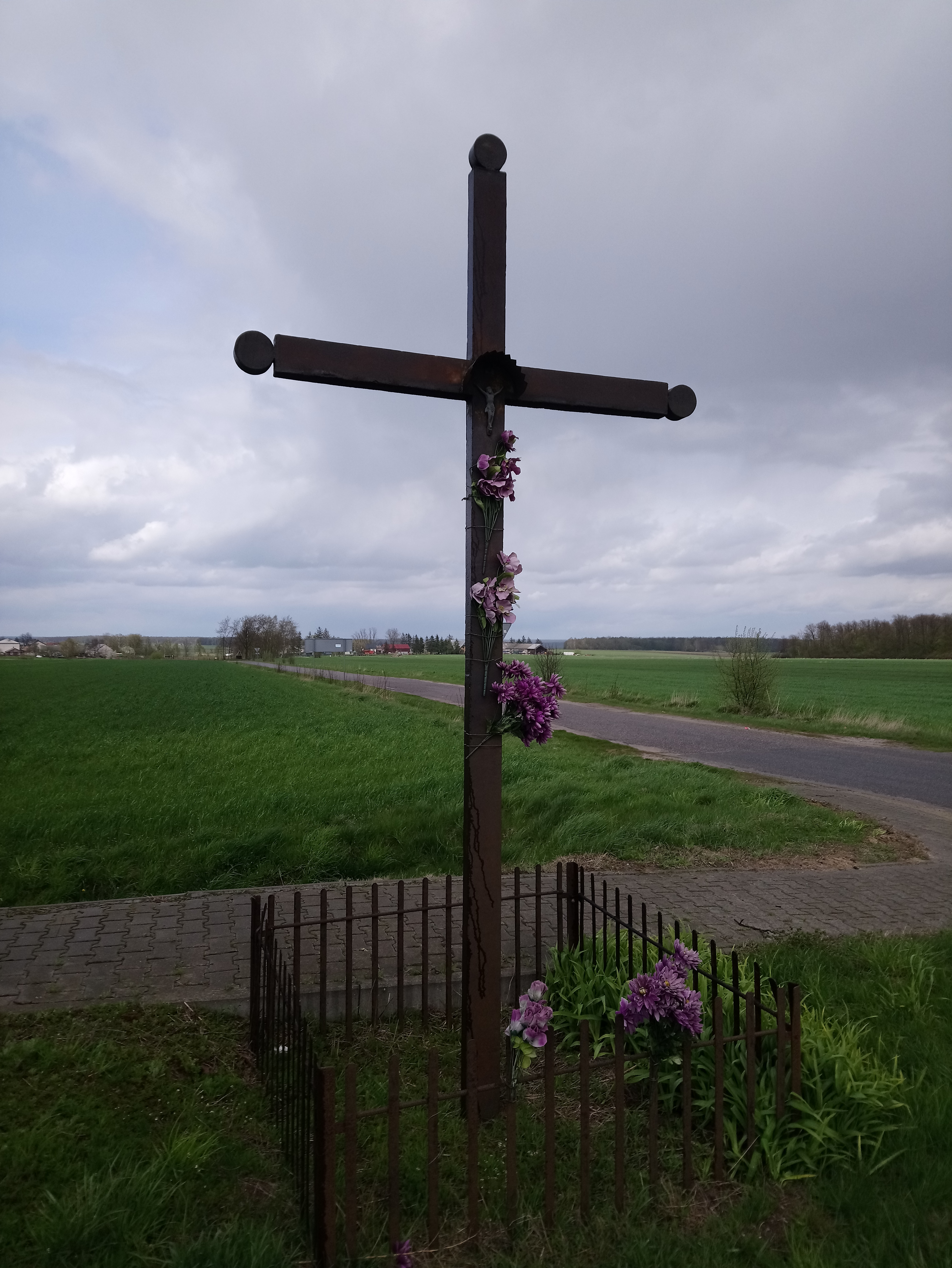
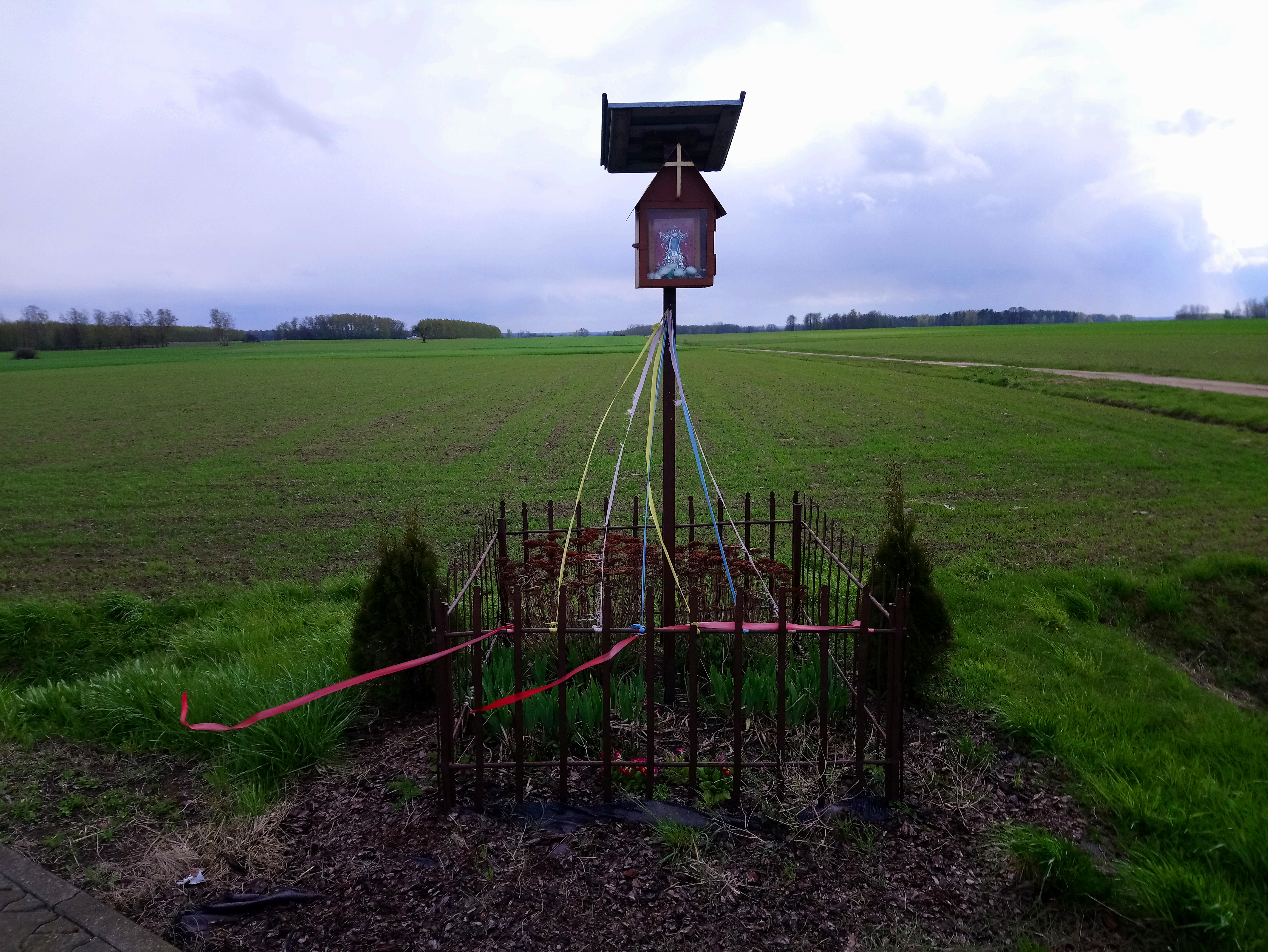